# Garcinia pervillei
Garcinia pervillei là một loài thực vật có hoa trong họ Bứa. Loài này được (Planch. & Triana) Vesque mô tả khoa học đầu tiên năm 1893.